# Aibga
Aibga (Georgisch: აიბღა; Abchazisch: А́ибӷа; Russisch: Аибга) is een dorp in het district Gagra van de Georgische autonome en feitelijk afgescheiden republiek Abchazië. Het is een van de meest afgelegen dorpen van Abchazië, gelegen op ongeveer 575 meter boven zeeniveau aan de Pso-oe, die de Georgisch-Russische grens vormt. Rusland legt een territoriale claim op het dorp en het gebied eromheen. Het is daarmee een betwist gebied tussen enerzijds Georgië en separatistisch Abchazië en anderzijds Rusland.

## Betwist gebied
De nederzetting Aibga bestaat uit twee delen, met het belangrijkste deel aan de Russische zijde van de rivier, gelegen op een plateau op ruim 800 meter boven zeeniveau dat valt onder het kraj Krasnodar. Het Abchazisch-Georgische deel en omgeving wordt door Rusland opgeëist. Het conflict kent een oorsprong in de eerste helft van de 20e eeuw, toen de grens van bestuurlijke deelgebieden in het gebied regelmatig verschoof. In 1929 werd de grens definitief op de rivier Pso-oe vastgesteld en kwamen de twee delen van het dorp in verschillende bestuurlijke eenheden te liggen. In 1991 werd de Pso-oe een internationale grens en kwamen beide delen in twee verschillende landen te liggen.

### Russische claim
Rusland legde in 2001 voor het eerst een claim op het deel in Abchazië, maar ving bot bij de Abchazische separatistische leider Vladislav Ardzinba. Het liet het er tot 2008 bij zitten, omdat het formeel met de Georgische regering hierover moest onderhandelen. Na de korte oorlog in augustus 2008 tussen Rusland, Georgië en de separatistische gebieden erkende Rusland de onafhankelijkheid van Abchazië en werd de claim onderdeel van de onderhandelingen over de grensdemarcatie tussen Rusland en de separatistische leiders van Abchazië. Zowel de Abchazische leiders als de Georgische regering protesteerden tegen de Russische claim op de nederzetting.
Volgens de Georgische voormalige minister van Verzoening Paata Zakareisjvili wist Rusland alsnog het Abchazische deel in 2013 eenzijdig te annexeren, in aanloop naar de Olympische Winterspelen 2014 in Sotsji. Rusland stelde toen een veiligheidszone in het grensgebied in. Aibga ligt enkele kilometers van het wintersportgebied van Krasnaja Poljana. Het grensdispuut werd een blokkade in de de facto Russisch-Abchazische grensdemarcatie doordat de Abchaziërs niet instemden met de Russische claim op het gebied. Een Abchazisch tv-station stelde dat Rusland een claim legde op een gebied ter grootte van 160 km², wat door Russische vertegenwoordigers ontkend werd.
In 2020 bouwden de Russische autoriteiten zonder toestemming van de Abchaziërs een hangbrug over de Pso-oe om het Abchazische dorp te ontsluiten. In 2021 werd geconstateerd dat Rusland delen van het territorium van het Abchazisch-Georgische Aibga kadastraal had ingedeeld bij het district Adlerski (Adler) in kraj Krasnodar en er een gouverneur aan had toegekend. Het dispuut wordt regelmatig geagendeerd op de periodieke Genève internationale discussies (GID), een internationale overlegstructuur naar aanleiding van de Russisch-Georgische Oorlog van 2008, om de illegale Russische annexatie-pogingen van het gebied internationaal te bespreken.

## Vervoer
Aibga kent geen wegverbindng met de rest van Abchazië.